# Лакшадвип
Лакшадви́п (хинди लक्षद्वीप, малаял. ലക്ഷദ്വീപ്‌, Lakṣadvīp; англ. Lakshadweep) — островная союзная территория в составе Индии. Административный центр — Каваратти. Население 64 429 человек (последнее место среди территорий; данные 2011 г.).

## География
Площадь территории 32 км² (последнее место среди территорий). Территория представляет собой группу островов в юго-восточной части Аравийского моря. Включает Лаккадивские и Аминдивские острова, а также Миникой. Лишь 11 из этих островов постоянно обитаемы.

## История
Первые известные историкам упоминания этой островной группы именуют их «Землями Пурануру», являющимися частью древней дравидской империи, простирающейся на огромных территориях Южной Индии. Мало что известно в подробностях о той эпохе. Существуют материальные свидетельства того, что какое-то время спустя Лаккадивы контролировали представители династии Чера, в районе VII века сменившиеся Паллавами, которые называли эти острова Dweepa Laksham, однако традиционный фольклор самих островитян называет моментом появления первого поселения здесь начало XII века — эпоху последнего Черамана Перумала — властителя Кералы из династии Чера.
Старейшими обжитыми людьми островами региона являются Амини, Калпени, Андротт, Каваратти и Агатти. Изначально поселенцы исповедовали различные формы практикуемого на континенте индуизма, но со временем — к XIV веку — почти все они приняли ислам. Исследования индийских археологов показали также наличие следов буддистской культуры на Лаккадивах — между VI и VII веками здесь существовали поселения её носителей.
Согласно же местным поверьям, ислам был завезён на Лакшадвип арабом по имени Убайдулла в 661 году. Человек с таким именем действительно существовал, более того, его могила находится на острове Андротт, и местные жители очень почитают её.
Примерно в XI веке власть над Лаккадивами перешла к южноиндийской династии Чола, которые правили ими несколько веков, пока не утратили контроль в пользу династии Колатхири, в XVII веке подарившей Лакшадвип радже из Каннура (современная Карнатака). Примерно в это же время ненадолго на островах появлялись португальцы, но были вынуждены уйти под напором местных жителей.
В 1787 году власть над группой островов Аминдиви, в которую входят Амини, Кадмат, Килтан, Чхетлат и Битра, перешла к Типу Султану из Майсора, а после Третьей англо-майсорской войны 1789—1792 годов править здесь стали британцы. Остальные острова региона отошли к властителям Каннанора (регион в современной Керале). Позже эти острова также заняли британцы.
Вследствие удалённости от континента, новости о разделении Британской Индии на мусульманский Пакистан и Индийский Союз дошли до Лаккадивов лишь через несколько дней после 15 августа 1947 года. Поскольку острова являлись частью Мадрасского президентства, в соответствии с Актом о провозглашении независимости они автоматически отходили к Индийскому Союзу. Однако, учитывая то, что преобладающее большинство местного населения исповедовало ислам, новообразованный Доминион Пакистан теоретически мог предъявить притязания на эту территорию. Для предотвращения подобных попыток со стороны Пакистана правительство Индийского Союза отправило в район Лаккадивских островов свой флот с тем, чтобы закрепить свой суверенитет над архипелагом и поднять здесь индийский национальный флаг. Несколькими часами позже прибытия индийского корабля близ островов показались пакистанские суда, но заметив индийское военное присутствие они были вынуждены повернуть в Карачи.
В 1956 году, несмотря на то, что по этнической принадлежности большинство населения — малаяли, решением индийского правительства острова были отделены от административных единиц на материке и учреждена союзная территория Лаккадивские, Миникойские и Аминдивские острова (англ. Laccadive, Minicoy and Amindivi Islands). С 1973 года название территории изменено на Лакшадвип.

## Административное деление
Союзная территория делится на 10 талук (Техсил):
- Агатти
- Амини
- Андротх
- Битра
- Калмат
- Калпени
- Каваратти
- Килтин
- Миникой
- Четлат